# Sisport Fiat (vrouwenbasketbal)
Sisport Fiat was een professionele damesbasketbalclub uit Turijn, Italië die uitkwam in de Lega Basket Serie A. Ze behoren tot de Omnisportvereniging, Sisport, dat valt onder Fiat Chrysler Automobiles.

## Geschiedenis
Sisport Fiat is opgericht in 1939 onder de naam Fiat Torino. Ze werden vijf keer Landskampioen van Italië in 1962, 1963, 1964, 1979 en 1980. In 1980 won het team de EuroLeague Women door in de finale te winnen van Minjor Pernik uit Bulgarije met 75-66. In 1983 stopte het team op het hoogste niveau en ging verder met jeugdteams.

## Erelijst
- Landskampioen Italië: 5
  - Winnaar: 1962, 1963, 1964, 1979, 1980
  - Tweede: 1961, 1965, 1967, 1978, 1982

- EuroLeague Women: 1
  - Winnaar: 1980
  - Halve finale: 1981

- Ronchetti Cup:
  - Halve finale: 1979

## Bekende (oud)-coaches
- Bruno Arrigone

## Bekende (oud)-spelers
- Silvana Grisotto
- Silvia Daprà
- Roberta Faccin
- Orietta Grossi
- Chiara Guzzonato
- Giuseppina Montanari
- Sandra Palombarini
- Mariangela Piancastelli
- Franca Ronchetti
- Rosanna Vergnano